# Violkrassing
Violkrassing (Ionopsidium acaule) är en korsblommig växtart som först beskrevs av René Louiche Desfontaines, och fick sitt nu gällande namn av Dc. och Heinrich Gottlieb Ludwig Reichenbach. I den svenska databasen Dyntaxa används istället namnet Cochlearia acaulis. Enligt Catalogue of Life ingår Violkrassing i släktet Ionopsidium och familjen korsblommiga växter, men enligt Dyntaxa är tillhörigheten istället släktet skörbjuggsörter och familjen korsblommiga växter. IUCN kategoriserar arten globalt som livskraftig. Arten förekommer tillfälligt i Sverige, men reproducerar sig inte. Inga underarter finns listade i Catalogue of Life.